# North American Kant Society
La North American Kant Society, abbreviato come NAKS, è un'organizzazione che promuove lo studio della filosofia di Immanuel Kant. Fondata nel 1985 durante il sesto congresso internazionale su Kant alla Pennsylvania State University, la società funge da piattaforma per lo scambio di informazioni e idee tra gli studiosi e gli interessati allo studio di Kant. L'attuale presidente è Daniel Sutherland.

## Attività
La fondazione della North American Kant Society fu avviata da studiosi americani di Kant, tra cui Lewis White Beck, che promosse nel contempo la cooperazione nella ricerca sulle opere di Kant tra gli studiosi degli Stati Uniti e della Germania nel corso del XX secolo. Dalla sua fondazione, la società ha organizzato regolarmente conferenze e pubblicazioni per promuovere la ricerca su Kant.
La società organizza incontri regolari, tra cui il Midwest Study Group, che si svolge annualmente. Inoltre, organizza il Virtual Kant Congress, una serie di incontri virtuali per celebrare il 300º anniversario della nascita di Kant.

## Pubblicazioni
Dal 1991, la società pubblica la serie North American Kant Society Studies in Philosophy, edita da Boydell & Brewer. Queste pubblicazioni includono saggi su vari aspetti della filosofia di Kant. Inoltre, sostiene la rivista Kantian Review, pubblicata congiuntamente dall'Università del Galles e dalla Kant Society of Great Britain con la Cambridge University Press.

## Premi
La società assegna i seguenti premi:
- il Premio Markus Herz per studenti laureati;
- il NAKS/Kantian Review Wilfrid Sellars Essay Prize per giovani studiosi;
- il premio Henry Allison Senior Scholar per gli eccezionali contributi alla ricerca su Kant.[15]